# 愛光商会
株式会社愛光商会（あいこうしょうかい）は、かつて存在した日本の映画用・写真用フィルム等の商社である。ボルタ判フィルム「ライトパン」で知られる。同社がかつて所有していた「愛光商会吉浜寮」（あいこうしょうかいよしはまりょう）は2006年に国の登録有形文化財（建造物）に登録された。

## 沿革

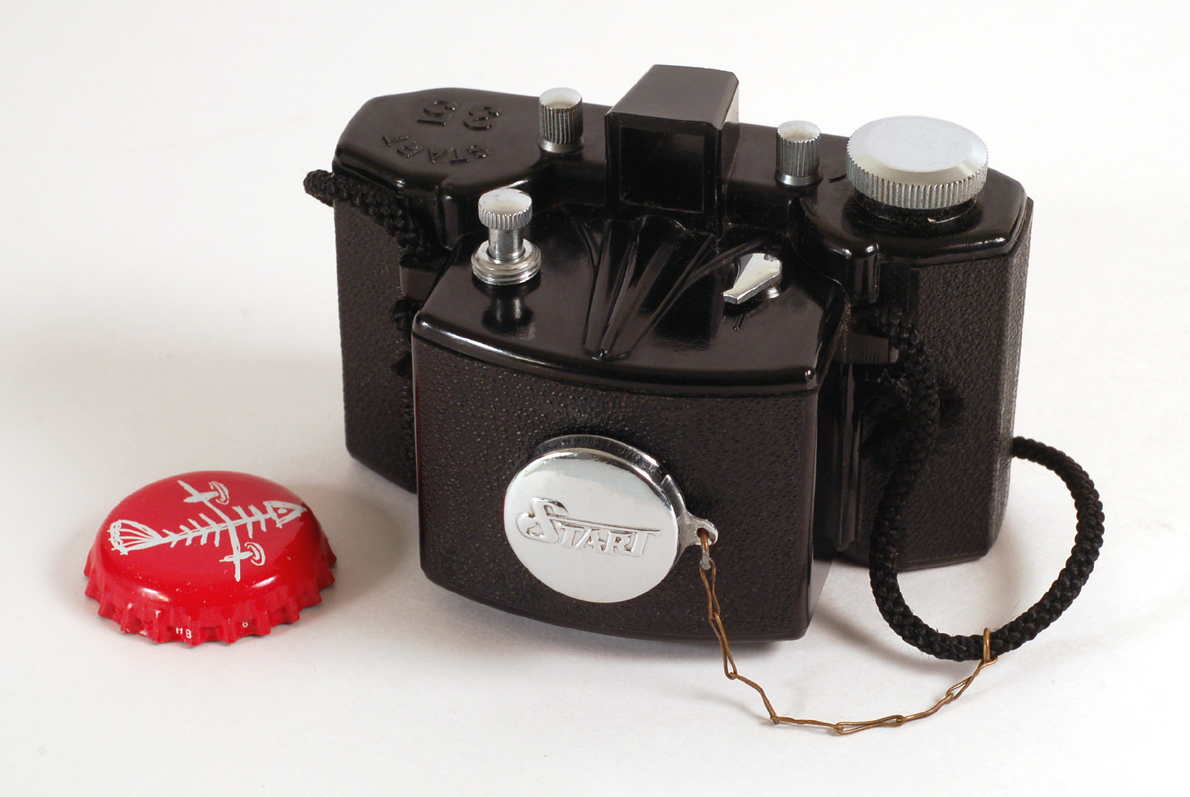
愛光商会の「ライトパン」を使用するボルタ判カメラスタート35（一光社、1950年発売）。

1939年（昭和14年）1月5日、今田冨雄が設立した。同社と関係が深かった富士写真フイルム（現在の富士フイルム）は、同社創立に先立つ1934年（昭和9年）2月に足柄工場（現在の神奈川工場足柄サイト）、1938年（昭和13年）6月に小田原工場（現在の神奈川工場小田原サイト）を操業開始している。
第二次世界大戦後、今田冨雄は、かつて関東大震災後に解体された東京帝室博物館（現在の東京国立博物館）の一部を神奈川県足柄下郡吉浜町（現在の同県同郡湯河原町吉浜）に移築した土田卯三郎別荘を入手、ここに居住し、長女・今田美奈子（1935年 - ）の回想によれば同所から函嶺白百合学園中学校・高等学校に通ったという。これが「愛光商会吉浜寮」で、1958年（昭和33年）に発行された『映画年鑑 1958』によれば、今田冨雄の住所は「神奈川県湯河原町吉浜」とされている。
当時の本社屋は、東京都港区芝新桜田町13番地（のちの芝田村町1丁目6番地、現在の同区西新橋1丁目6番15号）に置かれていた。1959年（昭和34年）ころの同社の資本金は2,000万円であり、「研究所」を世田谷区下馬町2丁目6番地（現在の同区下馬6丁目36番12号）に置いていた。『映画年鑑 1965』によれば、当時は、富士写真フイルム特約店であったが、いわゆる「四特」（浅沼商会・近江屋写真用品・樫村・美スズ産業）ではなかった。
1961年（昭和36年）7月16日に「目黒スタジオ」として知られる、目黒区下目黒の東京録音現像の創業社長・金井喜一郎が死去、後任社長に今田冨雄、取締役に今田潔が就任している。1974年（昭和49年）、同スタジオは閉鎖され、同年4月、同社の営業部長と技術者たちはスピンアウトし、同区東山にニューメグロスタジオを設立している。
同年、今田潔が二代目代表取締役社長、今田政子が代表取締役に就任する。この時期には「アイコーカラーフイルム」「ライトパンフイルム」の販売のほか、ホテル事業も行っていた。アグフア・ゲバルトの開発したフィルムサイズである「ラピッドフィルム」用のフィルム「ライトパンカラーII ラピッド」は、日本製の最後の同判フィルムとして、1983年（昭和58年）まで販売した。1986年（昭和61年）9月、三井建設の設計施工により、従来本社を置いた地に地上10階の本社屋（西新橋愛光ビルディング）を竣工する。
1993年（平成5年）、今田康晴が三代目代表取締役社長に就任、このころには写真用フィルム「ライトパン」の発売元であるほか、電子スチルビデオ映像やプロモーションビデオの企画製作、写真アルバムの輸入販売、不動産賃貸等を営業品目に挙げていた。ボルタ判フィルム「ライトパンSS」は、他社が製造販売を中止した後も、1996年（平成8年）まで販売をつづけた。2000年代に入ると、16枚撮りの135フィルム「ライトパンSS 135 16EX」のみに商品を絞り、最終的にはフィルム販売を終了した。矢野経済研究所が1999年（平成11年）に発行した『日本マーケットシェア事典 1999』によれば、サクラカラーパックがコニカ（合併して現在のコニカミノルタホールディングス）から調達しているように、同社は富士フイルムから供給を受けたフィルムの「二次加工」を行って、商品を販売していた。他項にもあるとおり、富士フイルムにない少枚数（10枚撮りや16枚撮りなど）の製品や、富士フイルムが製造中止した規格の製品などに特徴があった。
2006年（平成18年）3月2日、「愛光商会吉浜寮」が国の登録有形文化財（建造物）に登録された。同建築物は、現在、今田美奈子が所有している。同社は、愛光インベストメント株式会社（代表今田康晴、貸事務所業）に社名と業務内容を変更した後は、かつての「研究所」の所在地に存在したが、2010年（平成22年）に三井不動産の連結子会社となって中央区日本橋室町3丁目に所在地移転した。かつて同社本社が所在した西新橋愛光ビルディングは、2013年（平成25年）現在、三井不動産が所有、三井不動産ビルマネジメントが管理している。

## 歴代代表
- 1939年 - 今田冨雄が設立、代表に就任[1]
- 1974年 - 今田潔が二代目代表取締役社長に就任[1]
- 1993年 - 今田康晴が三代目代表取締役社長に就任[17]

## 企業データ
- 所在地 : 東京都港区西新橋1丁目6番15号[1]

北緯35度40分10.63秒 東経139度45分8.46秒 / 北緯35.6696194度 東経139.7523500度
- 資本金 : 4,000万円 （1974年[1]・1977年[2]・1993年[17]）
- 代表取締役社長 : 
  1. 今田冨雄[1]
  2. 今田潔[1]
  3. 今田康晴[17]
- 研究所 : 東京都世田谷区下馬町2丁目6番地（現在の同区下馬6丁目36番12号）[10]
- 吉浜寮 : 神奈川県足柄下郡吉浜町（現在の同県同郡湯河原町大字吉浜字柏坂1番地）[4]

## おもな製品一覧
すべて生産終了品である。
- アイコーカラーフイルム
- ライトパンフィルム
  - ライトパンSSS - 白黒ネガフィルム、ISO200, 12枚撮、1963年ころまでに生産終了[21]
  - ライトパンSS - 白黒ネガフィルム、ISO100, 16枚撮、1996年生産終了[3]
  - ライトパンS - 白黒ネガフィルム、ISO50, 12枚撮、1963年ころまでに生産終了[21]
  - ライトパンカラー - カラーネガフィルム、12枚撮
  - ライトパンカラーII - カラーネガフィルム、12枚撮
  - ライトパンカラーII ラピッド - カラーネガフィルム、ラピッドフィルム（ドイツ語版）、1983年生産終了[3]
  - ライトパンカラーHR-100 - カラーネガフィルム、ボルタ判、10枚撮
- 学習研究社学年別月刊誌科学教材
  - 教材用カメラにフィルムの代用となる小型の印画紙と一浴現像液を供給した。

## 吉浜寮
愛光商会吉浜寮（あいこうしょうかいよしはまりょう）は、日本国文部科学大臣が登録有形文化財に登録した建造物である。神奈川県足柄下郡湯河原町大字吉浜字柏坂1番地に所在する。かつては株式会社愛光商会の所有で、寮・住居として使用されたが、現在は同社創業者の長女である今田美奈子が所有し、「銀河館」（ぎんがかん）と称している。
もとはジョサイア・コンドル（1852年 - 1920年）が設計し、1923年（大正12年）9月1日に起きた関東大震災で損壊した東京帝室博物館（現在の東京国立博物館）本館の部材の一部を、土田卯三郎が別荘として現在地に移築したものである。これを愛光商会が第二次世界大戦後に入手、管理した。文部科学大臣により登録有形文化財に登録されたのは2006年（平成18年）3月2日である。木造3階建、切妻造、鉄板葺、建築面積137平方メートル。

## 愛光インベストメント
愛光インベストメント株式会社（あいこうインベストメント）は、日本の不動産賃貸業の企業である。映画用および写真用のフィルムを中心とした商社であった株式会社愛光商会が、社名および業態を変更し、かつて愛光商会本社が位置した港区西新橋1丁目6番15号の「西新橋愛光ビルディング」を所有・管理する企業に特化した。同社の所在地は同ビルではなく、当初、世田谷区下馬6丁目36番12号に置かれたが、2010年（平成22年）、三井不動産連結子会社化、中央区日本橋室町3丁目に所在地移転した。